# Сегян-Кюйоль
Сегян-Кюйоль (рос. Сегян-Кюёль) — село у Кобяйському улусі Республіки Сахи Російської Федерації.
Населення становить 395 осіб. Належить до муніципального утворення Кіровський (евенський національний) наслег.

## Географія

### Клімат
| Клімат Сегян-Кюйоля       | Клімат Сегян-Кюйоля | Клімат Сегян-Кюйоля | Клімат Сегян-Кюйоля | Клімат Сегян-Кюйоля | Клімат Сегян-Кюйоля | Клімат Сегян-Кюйоля | Клімат Сегян-Кюйоля | Клімат Сегян-Кюйоля | Клімат Сегян-Кюйоля | Клімат Сегян-Кюйоля | Клімат Сегян-Кюйоля | Клімат Сегян-Кюйоля | Клімат Сегян-Кюйоля |
| Показник                  | Січ.                | Лют.                | Бер.                | Квіт.               | Трав.               | Черв.               | Лип.                | Серп.               | Вер.                | Жовт.               | Лист.               | Груд.               | Рік                 |
| Середній максимум, °C     | −39,9               | −32,8               | −16,4               | −1,1                | 10,9                | 21,2                | 24,3                | 20,1                | 10,0                | −6,1                | −27,8               | −37,5               | −6                  |
| Середня температура, °C   | −43,4               | −38                 | −24,5               | −8,9                | 4,7                 | 14,4                | 17,4                | 13,4                | 4,6                 | −10,7               | −32                 | −41,1               | −12                 |
| Середній мінімум, °C      | −46,8               | −43,2               | −32,6               | −16,7               | −1,4                | 7,6                 | 10,6                | 6,7                 | −0,8                | −15,3               | −36,2               | −44,6               | −17                 |
| Норма опадів, мм          | 7                   | 5                   | 4                   | 9                   | 24                  | 47                  | 46                  | 48                  | 28                  | 16                  | 11                  | 8                   | 253                 |
| ------------------------- | ------------------- | ------------------- | ------------------- | ------------------- | ------------------- | ------------------- | ------------------- | ------------------- | ------------------- | ------------------- | ------------------- | ------------------- | ------------------- |
| Джерело: climate-data.org |                     |                     |                     |                     |                     |                     |                     |                     |                     |                     |                     |                     |                     |

## Історія
Згідно із законом від 30 листопада 2004 року органом місцевого самоврядування є Кіровський (евенський національний) наслег.

## Населення
| 2002 | 2010 |
| ---- | ---- |
| 430  | ↘395 |